# Polygonum lacerum
Polygonum lacerum là một loài thực vật có hoa trong họ Rau răm. Loài này được Kunth miêu tả khoa học đầu tiên năm 1817.